# Dobhar-chu
Dobhar-chu eller Kungsutter är ett mytologiskt monster från Irland. Monstret beskrivs som en jätteutter eller en hund.
Det finns få skriftliga källor, då myter om kungsuttern franmförallt var en del av muntlig tradition. Inskriptionen på gravstenar belägger dock att monstret ansågs kunna döda människor.